# Alun Hoddinott
Alun Hoddinott (født 11. august 1929 i Bargoed, Glamorganshire, død 12. marts 2008 i Swansea, Wales) var en walisisk komponist, lærer og professor. 
Hoddinott var den første walisiske komponist i klassisk musik som fik opmærksomhed og betydning. Han studerede hos Arthur Benjamin, og komponerede 12 symfonier, orkesterværker, tre klaverkoncerter, to violinkoncerter, sonater, operaer etc.
Hoddinott komponerede i neoklassisk og seriel stil. Han var inspireret af bl.a. Bela Bartok og sin egen landsmand Alan Rawsthorne. Han var lærer siden hen professor i musik på Cardiff University College, og prægede skolens udvikling enormt.

## Udvalgte værker
- Symfoni nr.  1 (1955) - for orkester
- Symfoni nr.  2 (1961) - for orkester
- Symfoni nr.  3 (1968) - for orkester
- Symfoni nr.  4 (1970) - for orkester
- Symfoni nr.  5 (1973) - for orkester
- Symfoni nr.  6 (1984) - for orkester
- Symfoni nr.  7 (1989) - for orgel og orkester
- Symfoni nr.  8 (1989) - for harmoniorkester og slagtøj
- Symfoni nr.  9 (1992) "Evighedens vision" - for sopran og orkester
- Symfoni nr. 10 (1999) - for orkester
- Symfoni (1964) - for strygeorkester
- Symfoni "Fidei" (1977) - for sopran. tenor og orkester
- 4 Sinfoniettas (1968, 1969, 1970, 1971) - for orkester